# Walter Wessel (Physiker)
Walter Wessel (* 28. Februar 1900 in Wolfenbüttel; † 15. November 1984 ebenda) war ein deutscher theoretischer Physiker und Hochschullehrer an der Universität Heidelberg.

## Leben
Wessel, Sohn eines Verlagsbuchhändlers, besuchte die Große Schule in Wolfenbüttel (wo Hans Friedrich Geitel und Julius Elster zu seinen Physiklehrern zählten) und studierte ab 1918 Chemie, Physik und Botanik in Braunschweig, Jena und ab 1921 in München, wo er bei Wilhelm Wien studierte und Schüler von Arnold Sommerfeld wurde. Er war einer der Physiker die wie Werner Heisenberg mit Sommerfeld nach Göttingen gingen, dem Zentrum der sich entwickelnden Quantenmechanik. Dort wurde er 1924 bei Max Born promoviert. Er selbst befasste sich allerdings mit Physikalischer Chemie (Theorie der Oberflächenladung organischer Elektrolyte). Er wurde Assistent von Georg Joos in Jena und befasste sich dort mit Schrödingerscher Wellenmechanik (Habilitation 1929: Zur Frage der Wellengruppen in der Atommechanik).
1930 ging er als Professor an die Universität Coimbra in Portugal um die neue Quantenmechanik zu vertreten. Er befasste sich dort mit Quantenelektrodynamik und Selbstwechselwirkung geladener Teilchen. Als wegen der Finanzkrise in Portugal die Gehälter nicht ausgezahlt wurden, ging er zurück nach Jena mit einem Lehrauftrag für Quantenmechanik 1933. Er wurde Oberassistent, 1936 nichtbeamteter außerordentlicher Professor und 1939 außerplanmäßiger Professor in Jena. Er befasste sich dort mit Theorie von Wechselstromkreisen und Antennen, was ihm die Anerkennung von Sommerfeld verschaffte und zu seiner Berufung nach Graz führte (außerordentlicher beamteter Professor und Direktor des Instituts für Theoretische Physik 1940). Im Zweiten Weltkrieg war er Meteorologe bei der Luftwaffe (Athen, Kreta, Peenemünde sowie bei Berlin).
Nach dem Krieg musste er Graz verlassen (als durch die Besatzungsmächte als unerwünscht eingestufter Ausländer, obwohl er aus der Zeit des Nationalsozialismus politisch nicht vorbelastet war). Er ging zu Walter Bothe nach Heidelberg, wo er daran beteiligt war die Physik wieder neu aufzubauen (Lehrstuhlvertretung 1946). Teilweise wirkte er auch in Karlsruhe. 1947 ging er in die USA, da er damals in Heidelberg keine Professur bekommen konnte. Er war wissenschaftlicher Mitarbeiter an der Wright Patterson Air Force Base und ab 1954 Professor am Air Force Institute of Technology in Dayton. und kehrte erst 1956 zurück als ordentlicher Professor für theoretische Physik in Heidelberg und Direktor des Instituts für Mechanik. 1957/58 war er Dekan der Math.-Naturwiss. Fakultät. 1968 wurde er in Heidelberg von seinem Lehrstuhl entpflichtet und vertrat noch bis Ende 1969 seinen Lehrstuhl.
Er befasste sich nach dem Krieg hauptsächlich mit Quantenfeldtheorie und hier dem Problem der Bestimmung der Leptonenmassen (damals speziell des Elektrons), wobei er unorthodoxe Wege ging (Struktur des Massenoperators in der relativistischen Quantenmechanik, Übertragung von Behandlung der Selbstwechselwirkung geladener Teilchen vom klassischen in den quantenmechanischen Bereich, teilweise mit Fritz Bopp, Helmut Hönl).

## Schriften
- Die kleine Quantenmechanik. Herder, Freiburg 1949; Physik-Verlag, Mosbach 1966.